# Bartovo napravení
Bartovo napravení (v anglickém originále Brother's Little Helper) je 2. díl 11. řady (celkem 228.) amerického animovaného seriálu Simpsonovi. Scénář napsal George Meyer a díl režíroval Mark Kirkland. V USA měl premiéru dne 3. října 1999 na stanici Fox Broadcasting Company a v Česku byl poprvé vysílán 16. října 2001 na stanici ČT1.

## Děj
Ředitel Skinner pořádá na školním dvoře Springfieldské základní školy kurz požární prevence. Pak se scénka s Nedem a Maude Flandersovými zvrtne. Náhle se vyvalí přílivová vlna vody z tělocvičny, kterou Bart zaplavil, čemuž  esí hystericky směje. Skinner, rozzuřený nepořádkem, který Bart způsobil, nechá Homera a Marge přijít do školy, kde se dozví, že Bartovi byla diagnostikována porucha pozornosti. Ředitel Skinner řekne Marge a Homerovi, že Bart musí brát radikální, neotestovaný, nový lék na chování s názvem Focusyn, jinak ho bude muset vyloučit. Marge to nejprve odmítá s tím, že nechce synovi podávat nevyzkoušený lék, ale ustoupí poté, co vidí, jak se Bart převléká za roztleskávačku a skanduje popěvky s tematikou toaletního humoru. 
Po několika neúspěšných Homerových pokusech Marge Barta zmanipuluje, aby užíval léky, a jeho chování se okamžitě zlepší – dává pozor ve škole, respektuje rodiče a ve volném čase doučuje chlapce z kmene Navajo. Jedné noci se však Marge a Homer vrátí domů z rande a najdou Barta v jeho pokoji zabaleného v alobalu a na hlavě s věšáky na kabáty. Trpí drogovou psychózou a paranoiou a tvrdí, že Major League Baseball špehuje město pomocí satelitu. Lékaři Bartovi doporučí vysadit Focusyn, ale on to odmítne, spolkne několik hrstí Focusynu a uteče. 
Zatoulá se na základnu americké armády a podaří se mu unést tank, se kterým se dostane až ke škole. Tam namíří dělo tanku k nebi a sestřelí satelit Major League Baseball; uvnitř jsou podrobné dokumenty o chování všech lidí. Objeví se Mark McGwire, odvede pozornost občanů dlouhým homerunem a důkazy schová pod svou čepici. Marge Barta nadobro zbaví Focusynu a znovu mu nasadí Ritalin. Major League Baseball však stále špehuje rodinu Simpsonových díky pálce s autogramem, kterou McGwire dal Bartovi a která má skrytou kameru.

## Produkce
Díl, který se původně jmenoval Bart a Go Go, napsal scenárista George Meyer a režíroval Mark Kirkland. Poprvé byl odvysílán na stanici Fox ve Spojených státech 3. října 1999. Po epizodě 5. série Bartovo vnitřní dítě Meyer „trochu vyhořel na psaní scénářů“, a tak napsal Bartovo napravení, aby „znovu zkusil [své] síly“. Během psaní dílu Meyer procházel „určitými psychickými problémy“ a epizoda se mu psala velmi obtížně. Zpočátku byl s první verzí tak nespokojený, že ji odevzdal pod pseudonymem Vance Jericho. Koproducent Tim Long vtipně poznamenal, že scénář byl „doslova vlhký opovržením“, ale dále uvedl, že ve skutečnosti šlo o „úžasnou předlohu“. Scenáristé diskutovali o tom, jaké řádění by Bart mohl podniknout během druhého dějství, a scenárista Matt Selman navrhl, aby si Bart pořídil tank. V audiokomentáři k epizodě na DVD Selman uvedl, že nápad dostal při sledování reportáže o „chlápkovi“, který zemřel, když „[blbnul] s tankem“. V komentáři k epizodě na DVD Selman uvedl, že se mu nápad vryl do paměti. 
Aby animátoři ukázali vedlejší účinky, které Focusyn na Barta měl, provedli v průběhu dílu drobné změny v jeho obličeji. Poprvé je to vidět ve scéně, kdy si Bart čte knihu 7 návyků vysoce efektivních předškoláků: těsně pod očima mu přibyla linka na tváři, která naznačuje, že se začíná měnit. V další scéně je vidět, jak Bart rychle čte, a později mu animátoři nakreslili „miniaturní zorničky“. Štáb diskutoval o tom, zda budou Bartovy zorničky větší nebo menší než normálně, když je pod vlivem drogy. Autoři se shodli na menších zorničkách a podle Kirklanda „několik modelových listů putovalo sem a tam po faxech“, dokud štáb nebyl spokojen s velikostí Bartových zorniček pod vlivem drogy. Psychostimulancia používaná k léčbě ADHD totiž spíše způsobují zvětšení (rozšíření) zorniček.
Ve scéně, kdy Bart utíká z laboratoře, je vidět, jak cestou ven polyká hrst pilulek. Původně měl Bart „převrhnout“ celou sklenici s Focusynem, ale podle Meyera to cenzoři nepovolili. Vědci, kteří Bartovi Focusyn předepisují, jsou založeni na jednom ze zaměstnanců Simpsonových a jeho ženě. Jejich hlasy namluvili Hank Azaria, respektive Tress MacNeilleová. Azaria také namluvil sira Widebottoma, jednoho z klaunů v Krustyho autě, a také jednoho z vojáků námořní pěchoty. V dílu hostoval bývalý hráč Major League Baseball Mark McGwire, který ztvárnil sám sebe. Mike Scully, vedoucí producent a tvůrce pořadu, se k epizodě vyjádřil, že McGwire byl „pravděpodobně největší chlap, jakého kdy viděl“, a že pro ně „odvedl skvělou práci“.

## Témata a kulturní odkazy
Podle Genevieve Koskiové, Joshe Modella, Noela Murraye, Seana O'Neala, Kylea Ryana a Scotta Tobiase z The A.V. Clubu došlo v 90. letech k „dramatickému nárůstu“ diagnóz poruch chování, jako je ADHD, u dětí a rozhořely se debaty o tom, zda dětem s poruchami soustředění podávat léky, či nikoli. Meyer, inspirován těmito debatami, se rozhodl napsat epizodu, která by se tomuto tématu věnovala. Díl kritizuje, jak jsou děti s problémy ve škole nesprávně diagnostikovány jako děti s ADHD, a také předepisování psychostimulancií dětem obecně. To je ukázáno zejména ve scéně na školním dvoře Springfieldské základní školy. Když se ukazuje, že běžná populace školy je medikována kvůli různým chybně diagnostikovaným poruchám chování. Sám Meyer si však svým postojem k této problematice nebyl zcela jistý. Prohlásil, že „co já vím, tak ty léky [dětem] pomáhají a pomáhají světu“. Dále však uvedl, že „mám prostě pocit, že budou katastrofou“.
Focusyn, fiktivní psychoaktivní droga, která se v celé epizodě výrazně objevuje, je založena na skutečném léku Ritalin, který se používá k léčbě poruch, jako je ADHD. Medvěd Hosey, kterého můžeme vidět na začátku epizody, je odkazem na maskota Lesní služby Spojených států amerických medvěda Smokeyho. Poté, co Bart vytopí školní tělocvičnu, je možné vidět Skinnera, jak si utírá bláto z očí, což je pocta americkému herci Oliveru Hardymu. Jedna ze scén v epizodě ukazuje Marge stojící před tankem, který Bart ukradl. Scéna je odkazem na anonymního muže, který se postavil do cesty koloně tanků ráno poté, co čínská armáda násilím odstranila prodemokratické demonstranty z pekingského náměstí Nebeského klidu.
Dalšími odkazy jsou například film Showgirls (1995), na který jdou Homer a Marge do kina. Homer říká, že od doby, co si vzal Focusyn, se Bart změnil „z Goofuse na Gallanta“, což je odkaz na postavičky Goofuse a Gallanta z dětského časopisu Highlights. Když Lou nakreslí Barta podle Homerova a Margina popisu, nakonec nakreslí Dennise z komiksu Dennis – postrach okolí. Na tričku na vojenské základně Fort Fragg je nápis „I Went to the Persian Gulf and All I Got Was This Lousy Syndrome“, což je odkaz na syndrom války v Zálivu. Během Bartova řádění ve městě v tanku zpívá refrén písně „Don't Stop“ od Fleetwood Mac.

## Přijetí
V původním americkém vysílání 3. října 1999 skončil díl podle agentury Nielsen Media Research na 51. místě v žebříčku sledovanosti, a stal se tak nejsledovanějším televizním pořadem stanice Fox té noci. Přestože se jednalo o nejsledovanější pořad stanice, byla sledovanost podle Deseret News považována za zklamání. Dne 7. října 2008 byla epizoda vydána jako součást DVD boxu The Simpsons – The Complete Eleventh Season. Mike Scully, George Meyer, Mark Kirkland, Ian Maxtone-Graham, Matt Selman a Tim Long se podíleli na audiokomentáři k epizodě na DVD.
Po odvysílání dílu se mu dostalo pozitivních recenzí od kritiků. 
Přibližně 9 let po původním odvysílání zveřejnil Robert Canning z IGN „retrospektivní recenzi“ tohoto dílu. Canning, který epizodu označil za „zábavnou“ a „výjimečnou epizodu této pozdější sezóny“, si obzvláště oblíbil úvod dílu. Méně ho však zaujalo jeho třetí dějství, které označil za „nevýrazné“. Měl pocit, že část zahrnující Marka McGwira byla „hloupým výmyslem“ a že nebyla tak vtipná jako to, co jí předcházelo. Také uvedl, že ho odradila snaha scenáristů přijít s nějakým poselstvím. „Ne, že bych s tímto názorem nutně nesouhlasil,“ napsal Canning, „ale v té době jsem si nemyslel, že potřebuji, aby mi při sledování Simpsonových dávali lekci. A stále si to nemyslím.“ Nicméně se mu „líbila“ zpětná vazba na dobrovolné hasiče, která byla vidět na začátku epizody, a „skutečnost, že ve své příručce nemohou najít, jak bojovat s požárem satelitu“.
Brian Tallerico ze serveru The Deadbolt ve své recenzi knihy The Simpsons – The Complete Eleventh Season považoval díl za jednu z nejlepších epizod sezóny.
Colin Jacobsson z DVD Movie Guide epizodu označil za „docela dobrou“ a uvedl, že „poskytuje několik dobrých úsměvů“. Zvláště se mu líbilo, že viděl Barta dobře vychovaného. Ocenil také poselství dílu, když napsal, že „nabízí chytré upozornění na [tento] problém“. Nelíbila se mu však charakteristika Barta. Napsal, že Bart normálně „není nijak zvlášť hyperaktivní nebo roztržitý“ a že se autoři „snažili, aby [Bart] působil hyperaktivněji než normálně“. Na závěr uvedl, že „Bart má problémy s chováním, ale ne s ADHD“.
Pět měsíců po odvysílání dílu uspořádal Bill Clinton, který v té době zastával funkci prezidenta Spojených států, v Bílém domě vůbec první konferenci o duševním zdraví. Sloupkař Scripps Howard News Service Deroy Murdock zmínil načasování konference v souvislosti s epizodou jako příklad toho, že Simpsonovi „jasnovidně předpovídají zprávy“.
V roce 2007 se fiktivní výraz „vymítací kleště“ objevilo v seznamu serveru Cracked.com „From Cromulent to Craptacular: The Top 12 Simpsons Created Words“, kde se umístil na 10. místě“. Slovo je použito ve scéně, v níž Homer sní směs taffy a Focusynu, což ho přivede do„"mírně halucinogenního stav“". Když to Todd Flanders vidí, ptá se svého otce Neda: „Má pan Simpson démona, tati?“. Na to Ned odpovídá: „Vypadá to tak. Běž a přines tatínkovy vymítací kleště.“. Mark Peters a Daniel O' Brien ze serveru Cracked.com o tomto slově napsali: „Lhali bychom, kdybychom tvrdili, že jsme v den odvysílání této epizody neobešli všechny obchody s křesťanskou tematikou v zemi v naději, že si pořídíme vlastní sadu vymítacích kleští.“.